# SN 2000fn
SN 2000fn – supernowa typu Ib odkryta 17 grudnia 2000 roku w galaktyce NGC 2526. W momencie odkrycia miała maksymalną jasność 18,80m.